# Ананян, Петрос Акопович
Петрос Акопович Ананян (арм. Պետրոս Անանյան; род. 18 октября 1988, Абовян, Армянская ССР) — российский боксёр-профессионал армянского происхождения, выступающий в первой полусредней и полусредней весовых категориях. Воспитанник школы бокса московского ЦСКА, член сборной России в 2012—2014 годах, мастер спорта России в любителях. Среди профессионалов бывший чемпион по версиям IBF International (2017—2018) и WBA Continental Americas (2021—2022) в 1-м полусреднем весе.
Лучшая позиция по рейтингу BoxRec — 27-ю (март 2020) и являлся 2-м среди российских боксёров первой полусредней весовой категории (после Эдуарда Трояновского), а по рейтингам основных международных боксёрских организаций на ноябрь 2017 года входил в ТОП—15 рейтинга IBF.

## Биография
Петрос Ананян родился 18 октября 1988 года в городе Абовян, Армянская ССР.
Постоянно проживает в городе Зеленограде, женат на Анне Антадзе, в 2016 году родилась дочь Алина.

### Образование
Петрос Ананян окончил Университет физической культуры, спорта и туризма (РГУФКСМиТ), факультет спортивных единоборств и прикладных видов, направление — бокс, специальность — физическая культура и спорт, тренер по боксу (с 2013 г.).

## Любительская карьера
Петрос Ананян начал заниматься боксом в городе Зеленоград. в 2001 году у легенды советского бокса Евгения Николаевича Горсткова. На любительском ринге провёл около 300 боев, в которых одержал 250 побед. За этот период времени стал Чемпионом Москвы (2007) призёром кубка России (2007), чемпионом вооружённых сил России, чемпионом ЦФО, Финалистом открытого чемпионата Китая (Гуянг), победителем турнира класса «А» в честь олимпийского чемпиона Валерия Попенченко (2011).

## Профессиональная карьера
Дебютировал на профессиональном ринге 25 июня 2015 года в возрасте 27 лет. С начала профессиональной карьеры тренируется у молодого тренера Вели Мамедова.
21 ноября 2015 года в своём четвёртом поединке одержал победу над действующим чемпионом России, не имеющим поражений Вагинаком Тамзаряном и стал обладателем пояса Чемпиона России.
8 января 2017 года в Латвии одержал победу над бывшим чемпионом мира по версии WBA Лоренсо Паррой.
21 октября 2017 года выиграл в скандальном бою у действующего чемпиона мира по версии IBF International Испанского боксёра Люка Джакона (30-1) и стал обладателем пояса чемпиона мира по версии IBF International (2017).
22 февраля 2020 года на ринге MGM Grand единогласным решением судей (счёт: 95-94, 96-93, 95-94) одержал победу в конкурентном бою с небитым пуэрто-риканским нокаутёром Сабриэлем Матиасом (15-0, 15 KO). Ананян выходил на ринг в качестве андердога против непобежденного нокаутёра и по оценкам букмекеров всего мира, шансы Ананяна оценивались как 14 к 1, но он проявил сильный характер и стойкость духа переломив исход боя в свою пользу и одержав волевую победу.

## Статистика профессиональных боёв
В таблице перечислены результаты всех поединков боксёров.
В каждой строке указан результат поединка. Дополнительно номер поединка обозначен цветом, который обозначает итог поединка. Расшифровка обозначений и цветов представлена в нижеследующей таблице.
| Пример | Расшифровка                     |
| ------ | ------------------------------- |
|        | Победа                          |
|        | Ничья                           |
|        | Поражение                       |
|        | Планируемый поединок            |
|        | Поединок признан несостоявшимся |
| КО     | Нокаут                          |
| ТКО    | Технический нокаут              |
| PTS    | Решение судей (по очкам)        |
| UD     | Единогласное решение судей      |
| MD     | Решение большинства судей       |
| SD     | Раздельное решение судей        |
| RTD    | Отказ от продолжения боя        |
| DQ     | Дисквалификация                 |
| NC     | Поединок признан несостоявшимся |

| 22 поединка, 17 побед (8 нокаутом), 2 ничьих, 3 поражения. | 22 поединка, 17 побед (8 нокаутом), 2 ничьих, 3 поражения. | 22 поединка, 17 побед (8 нокаутом), 2 ничьих, 3 поражения. | 22 поединка, 17 побед (8 нокаутом), 2 ничьих, 3 поражения. | 22 поединка, 17 побед (8 нокаутом), 2 ничьих, 3 поражения.                | 22 поединка, 17 побед (8 нокаутом), 2 ничьих, 3 поражения. | 22 поединка, 17 побед (8 нокаутом), 2 ничьих, 3 поражения.                                                                  |
| Бой                                                        | Рекорд                                                     | Дата боя                                                   | Соперник                                                   | Место проведения боя                                                      | Раундов, время                                             | Дополнительно |
| ---------------------------------------------------------- | ---------------------------------------------------------- | ---------------------------------------------------------- | ---------------------------------------------------------- | ------------------------------------------------------------------------- | ---------------------------------------------------------- | --- |
| 22                                                         | 17-3-2                                                     | 13 октября 2022                                            | Пауло Сезар Галдино (12-5)                                 | Sony Hall, Манхэттен, Нью-Йорк, США                                       | TKO 6 (8), 0:27                                            | |
| 21                                                         | 16-3-2                                                     | 22 января 2022                                             | Сабриэль Матиас (2) (17-1)                                 | Borgata Hotel Casino, Атлантик-Сити, Нью-Джерси, США                      | RTD 9 (12), 3:00                                           | Счёт: 82-88, 81-89 (дважды).                                                                                                |
| 20                                                         | 16-2-2                                                     | 16 октября 2021                                            | Дэниел Гонсалес (20-2-1)                                   | Барклайс-центр, Бруклин, Нью-Йорк, США                                    | MD 10 (10)                                                 | Счёт: 95-95, 96-94 (дважды). Завоевал титул чемпиона по версии WBA Continental Americas в 1-м полусреднем весе.             |
| 19                                                         | 15-2-2                                                     | 22 февраля 2020                                            | Сабриэль Матиас (15-0)                                     | MGM Grand Garden Arena, Лас-Вегас, Невада, США                            | UD 10 (10)                                                 | Счёт: 96-93, 95-94 (дважды). Бой в промежуточном весе (до 64,4 кг).                                                         |
| 18                                                         | 14-2-2                                                     | 28 декабря 2019                                            | Карим Мартин (13-2-1)                                      | Стэйт Фарм-арена, Атланта, Джорджия, США                                  | MD 8 (8)                                                   | Счёт: 76-76, 74-78 (дважды).                                                                                                |
| 17                                                         | 14-1-2                                                     | 20 апреля 2019                                             | Аркадий Арутюнян (3-5)                                     | Академия бокса Флойда Мейвезера, Жуковка, Московская область, Россия      | TKO 6 (8), 1:28                                            | |
| 16                                                         | 13-1-2                                                     | 28 июля 2018                                               | Стив Клаггетт (26-5-1)                                     | Powerade Centre, Брамптон, Онтарио, Канада                                | UD 10 (10)                                                 | Счёт: 94-95 (трижды). Потерял титул чемпиона по версии IBF International (1-я защита Ананяна) в 1-м полусреднем весе.       |
| 15                                                         | 13-0-2                                                     | 20 апреля 2018                                             | Абрахам Гомес (28-15-1)                                    | Danforth Music Hall, Торонто, Онтарио, Канада                             | KO 1 (8), 1:26                                             | |
| 14                                                         | 12-0-2                                                     | 21 октября 2017                                            | Люка Джакон (30-1)                                         | Palacio de Deportes José María Martín Carpena, Малага, Андалусия, Испания | TD 6 (12)                                                  | Счёт: 59-54, 58-55, 57-56. Завоевал титул чемпиона по версии IBF International (2-я защита Джакона) в 1-м полусреднем весе. |
| Бой                                                        | Рекорд                                                     | Дата боя                                                   | Соперник                                                   | Место проведения боя                                                      | Раундов, время                                             | Дополнительно |

## Скандал
21 октября 2017 года российский боксёр Петрос Ананян победил испанца Луку Джакона в бою за титул чемпиона мира по версии IBF International, но не получил положенного ему пояса.
Выигранный трофей принадлежал сопернику и его вручили, как принято, сразу после окончания боя. Однако позже в раздевалку к спортсмену пришли представители побеждённой стороны с требованием пояс вернуть, Петрос отказался. Российский спортсмен объяснил произошедшее непредусмотрительностью организаторов поединка. Организаторы просто не изготовили второй пояс и отказываются даже после скандала отправить его в Россию.
Отстаивать право на заслуженный трофей за победу российский боксёр Петрос Ананян намерен в суде. Чемпион мира по версии IBF International обвинил организаторов соревнований в излишней экономии. Он считает, что никто не удосужился изготовить пояс для победителя. Тот чемпионский пояс, который вручили ему на ринге, отобрали у Ананяна в Испанском полицейском участке.